# Gołąbek norweski
Gołąbek norweski (Russula laccata Huijsman) – gatunek grzybów należący do rodziny gołąbkowatych (Russulaceae).

## Systematyka i nazewnictwo
Pozycja w klasyfikacji według Index Fungorum: Russula, Russulaceae, Russulales, Incertae sedis, Agaricomycetes, Agaricomycotina, Basidiomycota, Fungi.
Po raz pierwszy opisał go w 1955 roku H.S.C. Huijsman na bagnach i torfowiskach w Holandii. Nadana przez niego nazwa naukowa jest ważna. Synonimy:
- Russula norvegica D.A. Reid 1972
- Russula norvegica var. rubromarginata Kühner 1975

Polską nazwę zarekomendował Władysław Wojewoda w 2003 r. dla synonimu Russula norvegica.

## Morfologia
Grzyby o drobnych owocnikach, o średnicy 15–32 mm. Powierzchnia błyszcząca, czerwonobrązowa, czerwonofioletowa do fioletowej. Blaszki i trzon białe. Smak bardzo ostry, zapach kompotu jabłkowego, szafranu lub laudanum. Pod działaniem gwajakolu powoli blaszki i trzon zmieniają barwę na niebieską. Zarodniki 7–9 × 5,5–7,5 μm, siateczkowate.
Rozróżnienie gołąbka norweskiego od gołąbka czarnoczerwonego (Russula atrorubens) nie jest łatwe i wciąż jest przedmiotem wielu dyskusji. Ten drugi gatunek związany jest z drzewami iglastymi, często występuje w górach, jego reakcja z gwajakolem jest bardziej wyrazista, zarodniki są nieco inne, ale przede wszystkim zapach przypomina zapach gołąbka kruchego (Russula fragilis) – jest podobny do zapachu octanu amylu.

## Występowanie i siedlisko
Podano stanowiska w Europie, Ameryce Północnej, Azji i na Nowej Zelandii, najwięcej w Europie. W Polsce do 2003 roku jedyne stanowisko podano w Tatrzańskim Parku Narodowym, w późniejszych latach podano następne.
Naziemny grzyb mykoryzowy. Występuje wysoko w górach w towarzystwie wierzby alpejskiej, wierzby wykrojonej i wierzby żyłkowanej.